# 형석

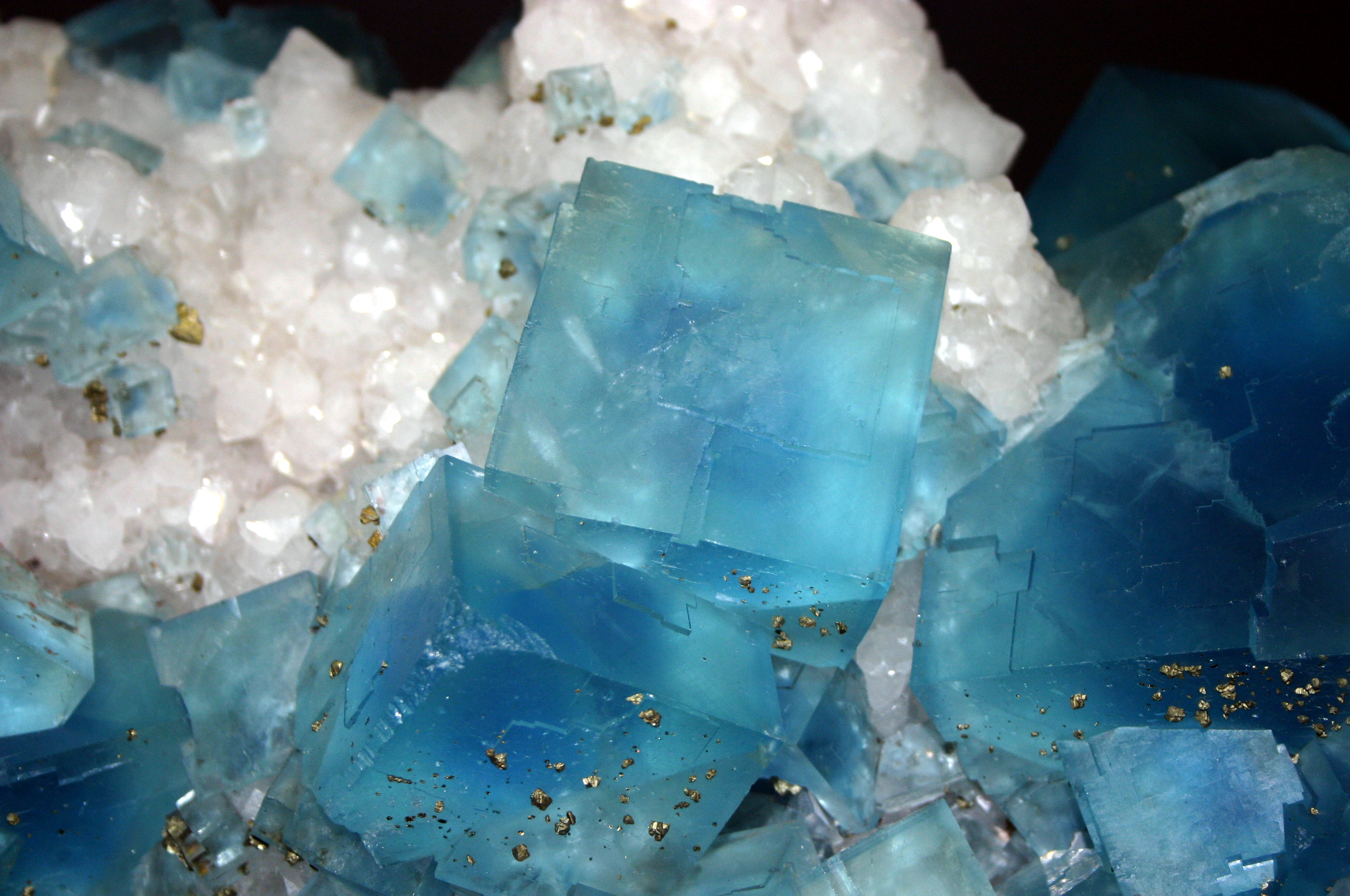
형석 결정(파란색). 붙어 있는 노란 가루는 황철석.

형석(螢石, Fluorite)은 플루오린화 칼슘(CaF2)으로 이루어진 할로젠 광물이다. 입방 형태에 유리빛이 나는 결정이다. 광학 기기나 유리 공업 등에 쓰인다. 순수한 형석은 무색투명하지만 보통은 F-중심 현상에 따라 형광을 보이는 일이 많다. 모스 굳기계 수치는 4다.

## 같이 보기
- 플루오린화 마그네슘